# King Peak (Jukon)
King Peak (czasami nazywany Mount King) – szczyt górski w Ameryce Północnej w Górach Świętego Eliasza o wysokości 5173 m n.p.m. Położony w kanadyjskim terytorium Jukon, jest czwartym co do wysokości szczytem w Kanadzie i dziewiątym w całej Ameryce Północnej. Położony na zachód od góry Logan, czasami uznawany za szczyt satelitarny tego masywu górskiego.